# Berenguera de Barcelona
Berenguera de Barcelona   (Barcelona, 1116 - Palència, 15 de gener de 1149) fou infanta de Barcelona, reina consort de Lleó (1126-1149) i emperadriu consort de Castella i LLeó (1135-1157) pel seu matrimoni amb Alfons VII de Lleó.

## Llinatge
Filla de Ramon Berenguer III, comte de Barcelona, i de Dolça de Provença, es casà el 1125 amb el rei Alfons VII de Lleó. D'aquest matrimoni nasqueren:
- l'infant Sanç III de Castella (1134-1158), rei de Castella
- l'infant Ramon de Castella (v 1136-a 1151)
- la infanta Sança de Castella (1137-1179), casada el 1157 amb el rei Sanç VI de Navarra
- l'infant Ferran II de Lleó (1137-1188), rei de Lleó
- la infanta Constança de Castella (1141-1160), casada el 1154 amb el rei Lluís VII de França
- l'infant Garcia de Castella (v 1142-1146)
- l'infant Alfons de Castella (1145-1149)

## Vida política
El rei Alfons VII l'escollí per esposa el 1128, celebrant-se el matrimoni a Saldaña. La reina, què, segons el cronista català Miquel Carbonell, era llavors «ermosa, casta, amant de la veritat i de tots els temorosos de Déu», va contraure una estreta amistat amb la germana del rei; ambdues tingueren sobre el mateix tanta ascendència que, segons un historiador, es pot dir que elles foren les seves úniques conselleres. Entre els molts afers en què va intervenir, pot citar-se el fet d'haver sufocat la rebel·lió del poderós magnat Gonzalo Peláez, comte d'Astúries.
Animosa i valenta la jove sobirana, mai consentí que el seu espòs anés sol a la guerra, estant sempre present en les seves victòries, i en alguns casos en què no va poder acompanyar-lo per circumstàncies especials, aconseguí en la cort molts assenyalats triomfs amb la seva prudència i diplomàcia. El 1139 trobant-se l'emperador - d'acord amb el títol dImperator totius Hispaniae que assumia Alfons VII - atenent el setge dAurelia (Oreja, a vuit llegues de Toledo) restà ella encarregada de la guàrdia i defensa de la imperial ciutat; dilatant-se el setge de la plaça més del que creien els cristians, per haver cridat els mahometans en la seva defensa l'emperador del Marroc Tachqui, i aconseguint els almoràvits reunir un exèrcit de 30.000 homes, penetraren amb aquest per les terres de Toledo, dirigint-se a aquesta última ciutat per haver arribat a la seva notícia que restava la seva defensa a una dona. Posaren un estret setge, i apoderant-se d'unes poques fortaleses, dominaren les properes altures de San Servando. Llavors Berenguera reuní a tots els homes d'armes i es decidí a intentar amb el seu enginy un últim recurs abans d'encomanar la solució a les armes.
La reina els envià un missatger que, segons ens conta la Crònica de l'emperador Alfons VII, els digué aquestes paraules
| « | No coneixeu que és menyspreu de cavallers i esforçats capitans, escometre a una dona indefensa, que tan a prop us espera l'emperador?. Si voleu guerrejar aneu a Aurèlia, i allà podreu acreditar que sou valents, com aquí deixareu demostrat que sou homes d'honor si us retireu. | » |

Els àrabs se sorprengueren davant tan estranya oferta i comprengueren la dignitat de qui la formulava, quan veieren l'emperadriu sobre la torre de l'alcasser que, envoltada de les seves senyores, esperava la seva resposta; els moros feren un respectuós acatament davant tan gran senyora i aixecaren el setge immediatament.
Quan l'alcaid de Toledo, Nuño Alfonso, entrà a Toledo vencedor dels musulmans, portant com a triomf els caps dels emirs de Còrdova i de Sevilla, la reina els rebé en la catedral, per estar absent l'emperador, acompanyada de tota la seva cort i de l'arquebisbe i clero; i quan arribà el monarca i manà que els caps dels emirs fossin penjats de les torres de l'alcàsser, Na Berenguera, amb gran compassió, les feu retirar, i havent manat que les embalsamessin, les tancà en riques caixes d'or, enviant-les a les dones dels desgraciats emirs.

## Personalitat

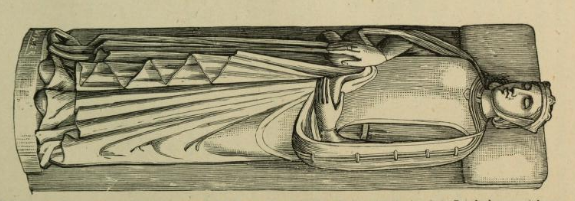
Reproducció del sepulcre de la reina Berenguera al Panteón Real de la Catedral de Santiago de Compostela.

És digna d'ésser considerada l'íntima personalitat de Berenguera. Quan el seu espòs, impressionat per la bellesa de la noble asturiana Gontroda, oblidà els seus deures conjugals, arribant a tenir una filla d'aquesta, que batejà amb el nom d'Urraca, Berenguera, en comptes d'usar per al rei la violència, procurà atreure'l per l'estima, assolint aconseguir-ho per comprendre que, en cas de procedir d'una altra manera, podria comprometre molts alts interessos; i quan Urraca casà amb el rei de Navarra, Garcia Ramires, ella disposà que les noces se celebressin amb una desusada pompa, assistien ella mateixa per ressaltar majorment el fet.
Va morir a Palència el 3 de febrer de 1149. El seu cos fou sepultat en la capella de les Reliquias de la Catedral de Santiago. En morir aquesta il·lustre dama, segons els historiadors de l'època, fou tan gran el sentiment que causà la seva mort, que per a molts fou presa com a punt de partida fer a fixar les dates dels esdeveniments usant-se a les escriptures la fórmula del año en que falleció la señora emperatriz.<